# Angaż
Angaż (fr. engager – zobowiązywać się do czegoś) – określenie dla umowy o pracę, zwłaszcza aktorów.